# 黃夢松
黄梦松（？—？），字茂卿，號蒼徠，福建泉州府南安县民籍。明朝政治人物。

## 生平
萬曆三十四年（1606年）丙午科福建鄉試舉人，数次不第，四十七年出任县教谕，天啓二年（1622年）壬戌科進士，三年授户部云南司主事，管通州草场，六年升陕西司员外、郎中。天启六年（1626年）出知宁国府，崇祯三年九月升浙江金衢道兵备副使。四年考察，丁外艰归，遂决意不仕，买山归隐，言论重之。卒，崇祀邑乡贤。